# 洛克伍德山
84°9′S 167°24′E / 84.150°S 167.400°E
洛克伍德山是南極洲的山峰，位於沙克爾頓海岸，屬於亞歷山德拉皇后山脈的一部分，是格林德利高原的東部，處於貝爾山以南9公里，由英國探險隊命名。